# Karel Vereecke
Karel Vereecke (né le 5 avril 1976 à Ostende,) est un coureur cycliste belge, actif dans les années 1990 et 2000. Son grand frère Philip a lui aussi pratiqué ce sport en compétition. 

## Biographie
En 1992, Karel Vereecke devient champion de Belgique de poursuite chez les débutants (moins de 17 ans). Deux ans plus tard, il termine notamment deuxième du Circuit Het Volk juniors. Il remporte également le championnat provincial de Flandre-Occidentale ainsi que la Course des chats en 1997. La même année, il finit deuxième du Tour des Flandres espoirs et septième de Liège-Bastogne-Liège espoirs. 
Il passe finalement professionnel en 1998 au sein de la formation Vlaanderen 2002. Pour ses débuts avec l'équipe, il prend la huitième place du Championnat des Flandres. En 1999, il termine troisième de l'Omloop van de Westkust et d'une étape du Circuit franco-belge. 
Lors de la saison 2000, il se classe deuxième d'une étape du Circuit des Mines, ou encore troisième du Circuit du Pays de Waes et d'une étape du Tour de la Région wallonne. Il intègre ensuite en 2001 la formation Domo-Farm Frites, dirigée par Patrick Lefevere. Sous ses nouvelles couleurs, il termine à nouveau troisième de l'Omloop van de Westkust, mais aussi sixième d'une étape du Tour d'Allemagne. Il redescend par la suite chez les amateurs. 

## Palmarès
- 1991
  - 3e du championnat de Flandre-Occidentale sur route débutants
- 1992
  -  Champion de Belgique de poursuite débutants
  - 2e du championnat de Belgique du 500m débutants
  - 2e du Circuit Het Volk débutants
- 1993
  - Ledegem-Kemmel-Ledegem
  - 2e du Keizer der Juniores
- 1994
  - Bruxelles-Opwijk juniors
  - 2e de Ledegem-Kemmel-Ledegem
  - 3e de la Flanders-Europe Classic
  - 3e du Circuit Het Volk juniors
- 1995
  - 2e du Circuit du Brabant wallon
- 1996
  - 2e de Gand-Staden
- 1997
  - Champion de Flandre-Occidentale sur route
  - Course des chats
  - 2e du Tour des Flandres espoirs
  - 2e du Circuit de Wallonie
- 1999
  - 3e de l'Omloop van Duin en Polder
  - 3e de l'Omloop van de Westkust
- 2000
  - 3e du Circuit du Pays de Waes
- 2001
  - 3e de l'Omloop van de Westkust